# Памятник Николаю Копернику (Торунь)
Памятник Николаю Копернику в Торуне — памятник 1853 года, посвящён великому уроженцу этого города. Расположен на площади Старый Рынок в центре Старого города.
Памятник учёному планировался задолго до его возведения. В 1839 году несколько жителей Торуня инициировали его установку. Однако, несмотря на поддержку королей Пруссии Фридриха Вильгельма III и его сына Фридриха Вильгельма IV, воздвигнут памятник был лишь через 14 лет, его возведение обошлось в 10449 талеров. Автор проекта, Кристиан Фридрих Тик, не дожил до установки два года.
Памятник представляет собой статую высотой 2,6 м. Коперник стоит, в левой руке он держит астролябию со знаками зодиака, а указательный палец на правой руке направлен в небо. На постаменте надпись по-латыни: Nicolaus Copernicus Thorunensis. Terrae motor, Solis Caelique stator («Торунец Николай Коперник. Сдвинувший Землю, остановивший Солнце и Небеса»).